# Phi Delta Theta
Phi Delta Theta (ΦΔΘ) é uma fraternidade internacional fundada em 1848 com sede na Miami University in Oxford, Ohio. Phi Delta Theta, Beta Theta Pi, e Sigma Chi formam o trio de Miami. A fraternidade conta com cerca de 160 congregações ativas e colônias em mais de 43 estados americanos e cinco províncias canadenses e iniciou mais de 228 mil homens entre 1848 e 2007. Mais de 142.000 ex alunos pertencentes à fraternidade ainda vivem. A corporação possui mais de 120 casas avaliadas em cerca de 50 milhões de dólares. Existem cerca de cem clubes de alunos nos Estados Unidos e Canadá.
A fraternidade foi fundada por seis estudantes: Robert Morrison, John McMillan Wilson, Robert Thompson Drake, John Wolfe Lindley, Ardivan Walker Rodgers, e Andrew Watts Rogers, que são coletivamente conhecidos como Os Seis Imortais. Phi Delta Theta foi criada com três objetivos principais: Cultivo da amizade entre seus membros, aquisição individual de alto nível cultural, e da obediência pessoal de alto padrão de moralidade. Estes princípios cardeais são expressos em The Bond de Phi Delta Theta, o documento sobre qual cada membro, conhecido como Phis ou Phi Delts, faz um juramento em sua iniciação na fraternidade.
Entre os Mais conhecidos membros da fraternidade estão Benjamin Harrison, o 23º Presidente dos Estados Unidos, o jogador de Baseball Lou Gehrig, ator Burt Reynolds, arquiteto Frank Lloyd Wright, e Neil Armstrong, o primeiro homem a andar na Lua.